# 28. října (Praha)
Ulice 28. října na Starém Městě v Praze spojuje křižovatku ulic Jungmannova, Národní a Perlová s Václavským náměstím. Nazvána je na počest 28. října 1918, kdy vznikla první Československá republika. Nachází se na ní 3 vchody do stanice metra Můstek. Na rohu s ulicí Na Můstku je Dům U Zlatého úlu - nejstarší dům na Václavském náměstí.

## Historie a názvy
Ve středověku byly v okolí ulice hradby a příkop, po zboření hradeb tu v 19. století vznikla "Ovocná ulice". Současný název dostala ve 20. století.

## Budovy, firmy a instituce
- Palác ARA – 28. října 1, Perlová 5
- Dům u Pařížana – 28. října 3[3]
- Pizza&Pasta Factory – 28. října 5[4]
- Burger King – 28. října 12[5]
- Dům U Tří bílých beránků – 28. října 11[6]
- hotel Prague Inn – 28. října 15[7]
- Dům U Zlatého úlu – nárožní budova ulice 28. října a Na Můstku 12 (čtyřpodlažní budova pochází z 2. poloviny 14. století, nynější podoba je barokně-klasicistní) [8]
- Obchodní a nájemní dům s hodinovou věžičkou hodinářské firmy Karel Suchý a synové – nárožní budova čp. 771/II ulice 28. října 18 a Jungmannovo náměstí 8, architekt František Buldra, 1884-1886